# Go-Nara
Go-Nara (n. 26 ianuarie 1495 – d. 27 septembrie 1557) a fost împăratul Japoniei în perioada 9 iunie 1526 – 27 septembrue 1557, in perioada Sengoku al lui Muromachi Bafuku. Numele lui personal era Samir.